# 明道堂
26°03′03″N 119°19′28″E / 26.050704°N 119.324386°E
明道堂 是英国圣公会在中国福州建造的一座重要教堂，位于仓山区塔亭路。1866年与圣公会所办的塔亭医院（今福州市第二医院）同时建成。该堂的主体建筑为砖木结构，门厅三层，礼拜厅二层，建筑面积约600平方米。该堂的建筑物至今犹存，现在作为福州天安堂的附属宗教活动场所开放。